# W3C Geolocation API
Die W3C Geolocation API ist eine einheitliche Webbrowser-Programmierschnittstelle zum Ermitteln des geografischen Standorts des zugehörigen Endgeräts. Die API definiert eine Reihe von ECMAScript-Objekten, über die sich einmalig oder dauerhaft Informationen über die geographische Position des Geräts auslesen lassen. Die Ermittlung der Position selbst wird dabei vom Browser bzw. Betriebssystem auf dem jeweiligen Endgerät durchgeführt und ist nicht Teil der API. Die Quellen der Ortsinformationen sind dabei Geotargeting von IP-Adressen, WLAN-basierte Ortung, die Funkzelleninformation des Mobilfunknetzes (GSM/CDMA2000) oder, vor allem in Smartphones, das Global Positioning System. Da diese Quellen extreme Unterschiede in ihrer Genauigkeit aufweisen (von wenigen Metern bis hin zu etlichen Kilometern) gibt die API neben den jeweils genausten aktuell verfügbaren Positionsdaten auch einen Wert für deren Genauigkeit zurück.

## Browserunterstützung
Während Geolocation API heute praktisch von allen aktuellen Versionen der verbreiteten Mobil- und Desktop-Browser unterstützt wird, war diese Technologie bei ihrer Einführung häufig nur über das mittlerweile eingestellte Browser-Plug-in Google Gears verfügbar.

## Verwendung
Die Ermittlung der Positionsdaten erfolgt asynchron. Die Daten sind also nicht in Echtzeit verfügbar, sondern werden von der API an eine Callback-Funktion zurückgegeben, sobald sie ermittelt wurden. Aus Sicherheits- und Datenschutzgründen muss dabei die Abfrage der Positionsdaten zumeist auch noch vom Nutzer der Website bestätigt werden.
Der folgende JavaScript-Code überprüft, ob die Geolocation-API im Browser verfügbar ist und übergibt diese im Erfolgsfall an die Funktion showPosition, die die Position, und falls vorhanden die Höheninformation, des Gerätes dann als Alert-Meldung ausgibt. Mit einer zweiten Funktion showError werden die Fehler abgefangen und ausgegeben, die bei der Ermittlung der Geokoordinaten auftreten können. Mit dem dritten Parameter können zusätzliche Optionen eingestellt werden.
```
if
 
(
navigator
.
geolocation
)
 
{

    
var
 
options
 
=
 
{

      
enableHighAccuracy
:
 
true
,

    
}

    
navigator
.
geolocation
.
getCurrentPosition
(
showPosition
,
 
showError
,
 
options
);

}
 
else
 
{

    
alert
(
'Ihr Browser unterstützt die W3C Geolocation API nicht.'
);

}

function
 
showPosition
(
position
)
 
{

    
alert
(

        
'Die geographische Position dieses Geräts ist (Stand: '
 
+
 
new
 
Date
(
position
.
timestamp
).
toLocaleTimeString
()
 
+
 
'):\n'
+

        
'Breitengrad: '
 
+
 
position
.
coords
.
latitude
 
+
 
'° \n'
+

        
'Längengrad: '
 
+
 
position
.
coords
.
longitude
 
+
 
'° \n'
+

        
'  Genauigkeit: '
 
+
 
position
.
coords
.
accuracy
 
+
 
'm\n'
 
+

        
(
position
.
coords
.
altitude
 
?
 
(
'Höhe: '
 
+
 
position
.
coords
.
altitude
 
+
 
'm\n'
 
+

                                    
'  Genauigkeit: '
 
+
 
position
.
coords
.
altitudeAccuracy
 
+
 
'm'
)
 
:
 
""
)

    
)
 
;

}

function
 
showError
(
error
)
 
{

    
switch
(
error
.
code
)
 
{

        
case
 
error
.
PERMISSION_DENIED
:

            
alert
(
'Sie haben die Abfrage ihrer Position untersagt.'
);

            
break
;

        
case
 
error
.
POSITION_UNAVAILABLE
:

            
alert
(
'Es sind keine Positionsdaten verfügbar.'
);

            
break
;

        
case
 
error
.
TIMEOUT
:

            
alert
(
'Das Timeout für die Ortsanfrage wurde überschritten.'
);

            
break
;

        
default
:

            
alert
(
'Es ist ein unbekannter Fehler aufgetreten (#'
 
+
 
error
.
code
 
+
 
': '
 
+
 
error
.
message
 
+
 
')'
);

            
break
;

    
}

}

```